# 圣让莱斯皮纳斯
圣让莱斯皮纳斯（法語：Saint-Jean-Lespinasse，法語發音：[sɛ̃ ʒɑ̃ lɛspinas]）是法国洛特省的一个市镇，位于该省东北部，属于菲雅克区。

## 地理
圣让莱斯皮纳斯（44°51'46"N, 1°51'39"E）面积5.99 平方千米，位于法国奧克西塔尼大區洛特省，该省份为法国西南部内陆省份，北起顺时针与科雷兹省、康塔爾省、阿韦龙省、塔恩-加龙省、洛特-加龍省和多尔多涅省接壤。
与圣让莱斯皮纳斯接壤的市镇（或旧市镇、城区）包括：贝尔蒙布勒特努、圣塞雷、圣梅达尔-德普雷斯克、圣米歇尔卢贝茹、圣让拉日内斯特。

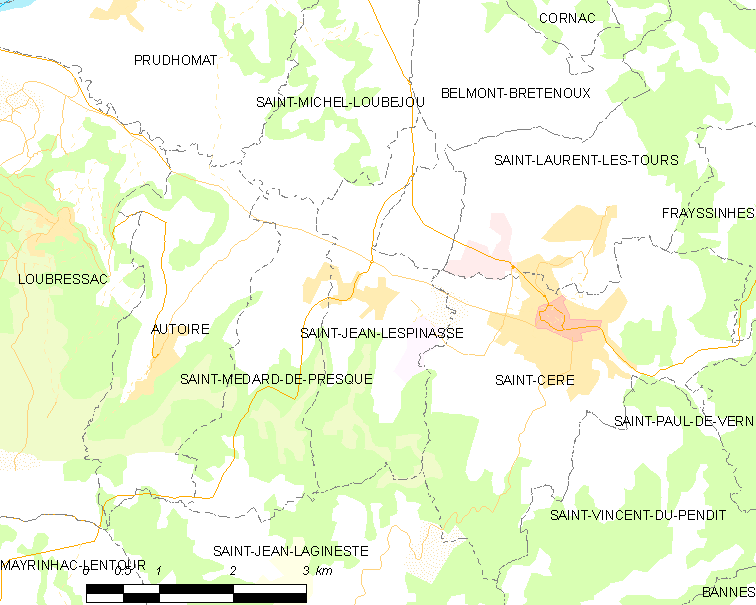
圣让莱斯皮纳斯的OSM定位图

圣让莱斯皮纳斯的时区为UTC+01:00、UTC+02:00（夏令时）。

## 行政
圣让莱斯皮纳斯的邮政编码为46400，INSEE市镇编码为46271。

## 政治
圣让莱斯皮纳斯所属的省级选区为圣塞雷县。

## 人口

1962-2008年间圣让莱斯皮纳斯人口变化图示

圣让莱斯皮纳斯于2022年1月1日时的人口数量为411人。